# Dragan Holcer
Dragan Holcer (Zwiesel, 19 de janeiro de 1945 - 23 de setembro de 2015) foi um futebolista profissional esloveno, que atuava como defensor.

## Carreira
Holcer nasceu em uma prisão em campo de concentração nazista, em 1945, de pai de origem eslovena e mãe itala-austríaca.
Dragan Holcer fez parte do elenco da Seleção Iugoslava de Futebol da Eurocopa de 1968.  

## Títulos
- Eurocopa de 1968 - 2º Lugar